# Болозев
Бо́лозев (укр. Болозів) — село в Добромильской городской общине Самборского района Львовской области Украины.
Население по переписи 2001 года составляло 691 человек. Занимает площадь 2,11 км². Почтовый индекс — 82024. Телефонный код — 3238.